# 21 يوليو
- السبت
- الأحد
- الاثنين
- الثلاثاء
- الأربعاء
- الخميس
- الجمعة

- 283 محرم 1447  هـ
- 294 محرم 1447  هـ
- 305 محرم 1447  هـ
- 16 محرم 1447  هـ
- 27 محرم 1447  هـ
- 38 محرم 1447  هـ
- 49 محرم 1447  هـ
- 510 محرم 1447  هـ
- 611 محرم 1447  هـ
- 712 محرم 1447  هـ
- 813 محرم 1447  هـ
- 914 محرم 1447  هـ
- 1015 محرم 1447  هـ
- 1116 محرم 1447  هـ
- 1217 محرم 1447  هـ
- 1318 محرم 1447  هـ
- 1419 محرم 1447  هـ
- 1520 محرم 1447  هـ
- 1621 محرم 1447  هـ
- 1722 محرم 1447  هـ
- 1823 محرم 1447  هـ
- 1924 محرم 1447  هـ
- 2025 محرم 1447  هـ
- 2126 محرم 1447  هـ
- 2227 محرم 1447  هـ
- 2328 محرم 1447  هـ
- 2429 محرم 1447  هـ
- 2530 محرم 1447  هـ
- 261 صفر 1447  هـ
- 272 صفر 1447  هـ
- 283 صفر 1447  هـ
- 294 صفر 1447  هـ
- 305 صفر 1447  هـ
- 316 صفر 1447  هـ
- 17 صفر 1447  هـ

21 يوليو أو 21 تمُّوز أو 21 يوليه أو يوم 21 \ 7 (اليوم الحادي والعشرون من الشهر السابع) هو اليوم الثاني بعد المئتين (202) من السنوات البسيطة، أو اليوم الثالث بعد المئتين (203) من السنوات الكبيسة وفقًا للتقويم الميلادي الغربي (الغريغوري). يبقى بعده 163 يوما لانتهاء السنة.

## أحداث
- 1535 - إمبراطور الإمبراطورية الرومانية المقدسة كارلوس الخامس يحتل مدينة تونس بتواطؤ من السلطان الحفصي الحسن بن محمد الحفصي.
- 1718 - التوقيع على معاهدة باساروفجا.
- 1774 - توقيع معاهدة كجك قينارجه بين الإمبراطورية الروسية والدولة العثمانية.
- 1798 - هزيمة جيش المماليك بقيادة مراد بك في معركة إمبابة وذلك أثناء الحملة الفرنسية على مصر، وقاد الجانب الفرنسي في هذه المعركة نابليون بونابرت.
- 1865 - تبادل إطلاق نار وايلد بيل هيكوك - ديڤيز توت في ميدان سبرينجفيلد، ميزوري، وقتل وايلد بيل هيكوك لديڤيز توت في ما يُعتبر أول مبارزة بالمسدسات في الغرب الأمريكي القديم.
- 1925 - اندلاع الثورة السورية الكبرى بقيادة سلطان الأطرش ضد سلطة الانتداب الفرنسي.
- 1944 - إعدام كلاوس شتاوفنبرج بتهمة التخطيط لاغتيال أدولف هتلر.
- 1960 -
  - انتخاب سيريمافو باندرانايكا رئيسة لوزراء سريلانكا بعد مقتل زوجها، وأصبحت بذلك أول رئيسة وزراء في العالم.
  - بدأ البث بالتلفزيون المصري، وكانت مدة البث خمس ساعات يوميًا.
- 1969 - وصول رائد الفضاء الأمريكي نيل آرمسترونج إلى سطح القمر ليكون بذلك أول إنسان يصل إليه.
- 1970 - نهاية العمل في السد العالي بعد 11 عامًا من بدأ البناء.
- 1973 - فريق اغتيال إسرائيلي يقتل نادلًا مغربيًا في مدينة ليلهامر النرويجية ظنًا منهم أنه القيادي الفلسطيني علي حسن سلامة (قضية ليلهامر).
- 1977 - بداية المناوشات المصرية الليبية، التي استمرت أربعة أيام.
- 1980 - اغتيال رئيس وزراء سوريا الأسبق صلاح البيطار في باريس بواسطة المخابرات السورية وذلك بسبب خلافه مع الرئيس حافظ الأسد.
- 1986 - رئيس وزراء إسرائيل شمعون بيريز يقوم بأول زيارة علنيه له إلى المغرب.
- 1994 - انتخاب توني بلير رئيسًا لحزب العمال البريطاني.
- 2002 - شركة الاتصالات العملاقة «وورلد كوم» تعلن إفلاسها.
- 2004 -
  - إصابة السياسي الفلسطيني نبيل عمرو بأعيرة نارية في ساقه من قبل ملثمين بالقرب من منزله.
  - العثور على رأس الرهينة الأمريكي «بول جونسون» في ثلاجة بأحد المنازل بالسعودية.
- 2008 - إلقاء القبض على رادوفان كاراديتش زعيم جمهورية صرب البوسنة الأسبق والمطلوب للمحكمة الجنائية لجرائم الحرب في يوغوسلافيا وذلك للمحاكمة في جرائم حرب قام بها في البوسنة ضد المسلمين.
- 2009 - رئيس وزراء اليابان تارو أسو يعلن حل مجلس النواب ويدعو إلى إجراء انتخابات عامة في 30 أغسطس.
- 2013 - ألبير الثاني ملك بلجيكا يتنازل عن عرشه، وابنه فيليب يتسلم مقاليد الحكم، وذلك يوم العيد الوطني البلجيكي.
- 2015 - إعادة انتخاب پيير نكورونزيزا رئيسًا لِبوروندي لِفترةٍ ثالثة.
- 2017 - رام ناث كوفيند يفوز في الانتخابات الرئاسية الهندية 2017 بنسبه أصوات 65.6% بعد تغلبه على منافسته ميرا كومار التي حصلت على نسبه أصوات 34.35%.
- 2019 - فيلم «أفينجرز: نهاية اللعبة» يُحطِّم الرقم القياسيّ ويُصبح أكثر الأفلام تحقيقًا للإيرادات في التاريخ مُزيحًا فيلم أڤاتار بعد أن تصدَّر القائمة لِعشر سنوات.
- 2020 - إثيوبيا تُعلن عن اكتمال المرحلة الأولى من ملء خزان سد النهضة، من دون التوصّل إلى اتفاق مع مصر والسودان، والحكومة السودانية تكشف عن تراجع منسوب مياه النيل الأزرق بما يعادل 90 مليون متر مكعب.
- 2021 - الإعلان عن اختيار مدينة بريزبان في أستراليا لاستضافة دورة الألعاب الأولمبية الصيفية 2032.
- 2022 - فوز دروبادي مورمو من حزب بهاراتيا جاناتا بالانتخابات الرئاسية الهندية بنسبة 64.03%، لتصبح ثاني امرأة تشغل هذا المنصب بعد براتيبا باتيل.
- 2024 - الرئيس الأمريكي جو بايدن يعلن انسحابه من السباق الرئاسي.

## مواليد
- 1693 - توماس بلهام هولز، رئيس وزراء المملكة المتحدة.
- 1816 - يوليوس رويتر، رجل أعمال ألماني ومؤسس وكالة الأنباء العالمية رويترز.
- 1884 - حسن حسني عبد الوهاب، أديب ولغوي ومؤرخ تونسي.
- 1899 - إرنست همينغوي، أديب أمريكي حاصل على جائزة نوبل في الأدب عام 1954.
- 1920 - محمد ديب، أديب جزائري.
- 1923 - رودولف ماركوس، عالم كيمياء أمريكي حاصل على جائزة نوبل في الكيمياء عام 1992.
- 1938 - عبد الفتاح قلعه جي، كاتب مسرحي وقصصي وشاعر سوري.
- 1939 - نعمة الله أغاسي، مغني إيراني.
- 1944 - جون أتا ميلز، الرئيس الثاني عشر لجمهورية غانا.
- 1948 -
  - يوسف إسلام، مغني إنجليزي.
  - صالح ديلاليتش، لاعب كرة قدم بوسني.
- 1951 - روبن ويليامز، ممثل أمريكي.
- 1960 - سليمان القصار، مغني كويتي.
- 1974 - إبراهيم سويد، لاعب كرة قدم سعودي.
- 1976 - وحيد هاشميان، لاعب كرة قدم إيراني.
- 1977 - صاحب العبد الله، لاعب كرة قدم سعودي.
- 1978 - جوش هارتنت، ممثل أمريكي.
- 1979 - أندري فورونين، لاعب كرة قدم أوكراني.
- 1980 - فاطمة سالم، ممثلة كويتية.
- 1981 - خواكين سانشيز، لاعب كرة قدم إسباني.
- 1982 - هبة الدري، ممثلة مصرية تعمل في الكويت.
- 1983 - محمد سعدون الكواري، إعلامي رياضي قطري.
- 1984 -
  - ليام ريدغويل، لاعب كرة قدم إنجليزي.
  - آفريل لافين، مغنية روك وبوب وكاتبة أغان كندية من أصل فرنسي.
- 1987 - مصطفى كريم، لاعب كرة قدم عراقي.

## وفيات
- 1425 - مانويل الثاني، إمبراطور بيزنطي.
- 1796 - روبرت برنز، شاعر اسكتلندي.
- 1877 - خير الدين التونسي، أحد رموز الإصلاح بالبلاد التونسية.
- 1914 - جرجي زيدان، أديب ومؤرخ لبناني.
- 1944 - كلاوس فون شتاوفنبرج، ضابط في الجيش الألماني وأحد قادة انقلاب 20 يوليو 1944.
- 1966 - محمد رضا فرج الله، فقيه وكاتب وشاعر عراقي.
- 1967 - ألبرت جون لوتولي، سياسي جنوب أفريقي حاصل على جائزة نوبل للسلام عام 1960.
- 1980 - صلاح البيطار، رئيس وزراء سوريا.
- 2005 - لونغ جون بولدري، مغني وممثل أداء صوتي بريطاني.
- 2008 - أحمد محرز، ممثل مصري.
- 2010 - حسين علي محمد، أديب وناقد وباحث مصري.
- 2011 - راضي صدوق، صحفي وشاعر أردني فلسطيني.
- 2012 - تشاو جين، إحاثي صيني.
- 2018 - أحمد مطلوب، سياسي عراقي.

## أعياد ومناسبات
- اليوم الوطني في بلجيكا.
- عيد التحرير في غوام.
- عيد التناغم العرقي في سنغافورة.

## وصلات خارجية
- وكالة الأنباء القطريَّة: حدث في مثل هذا اليوم.
- النيويورك تايمز: حدث في مثل هذا اليوم.
- BBC: حدث في مثل هذا اليوم.